# Аллентон
Аллентон (англ. Allenton) — одне з двадцяти семи передмість міста Дербі (Англія), розташоване приблизно за 5 км на південь від центру Дербі, між районами Осмастон, Боултон, Елвастон і Шелтон-Лок.

## Історія

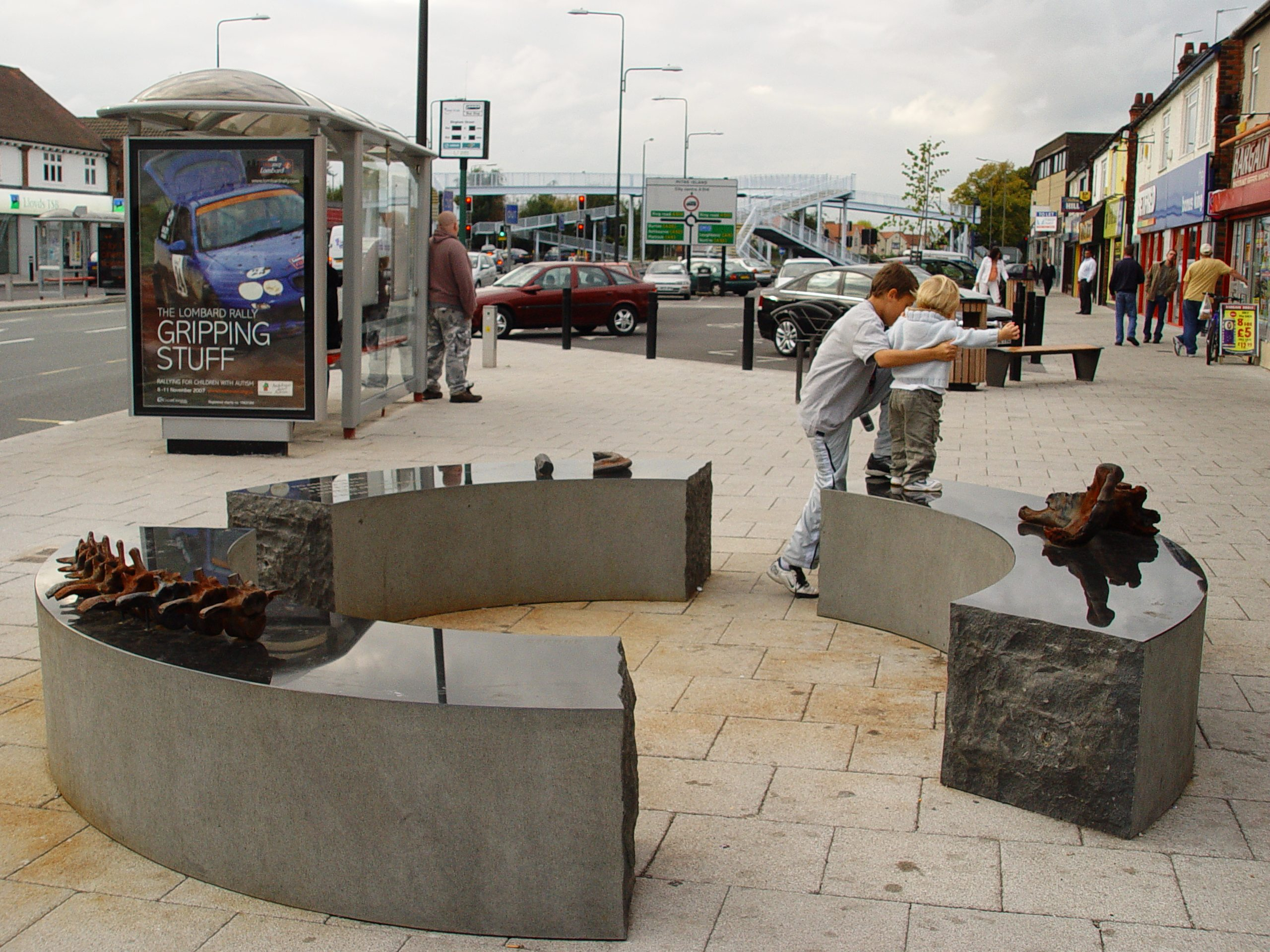
Скульптура в Аллентоні

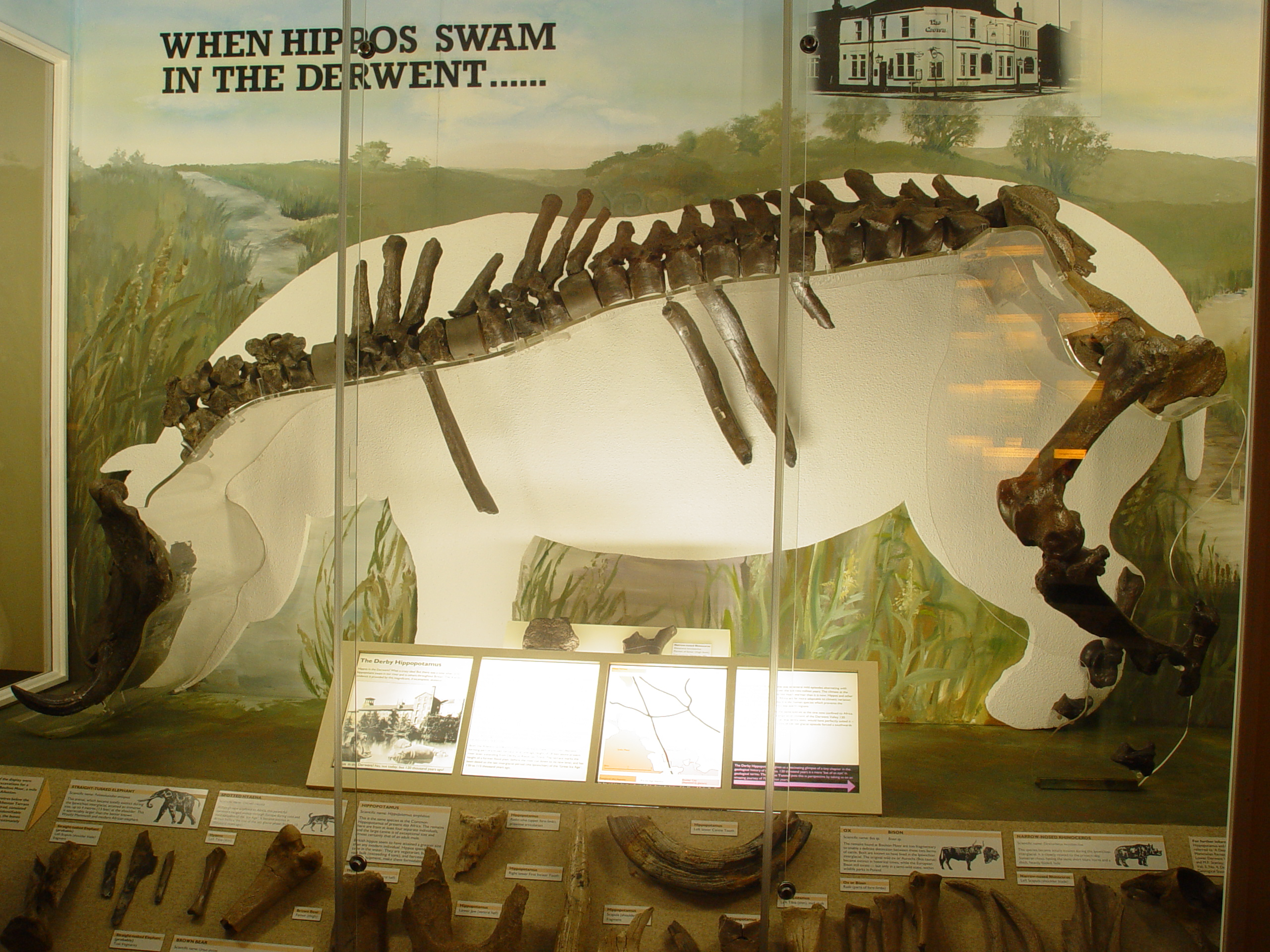
Аллентонський бегемот в експозиції музею

Аллентон (колишній Аллентаун, англ. Allentown) був названий на честь Ісаака Аллена, що побудував в цьому місці перші будинки в 1878 році. 120 тисяч років тому, під час потепління в ході Льодовикового періоду, вся ця область являла собою болото на березі річки, завдяки чому при будівництві в Аллентоні були знайдені кістки гіпопотама, слона, бурого ведмедя, гієни і навіть бізона. Найвідоміша знахідка, аллентонський бегемот, була знайдена при земляних роботах біля готелю «Crown Hotel» (заснований у 1891 році). Аллентон тоді був селом за 5 кілометрів від Дербі. У березні 1895 року при проведенні земляних робіт для спорудження стіни у «Crown Inn» був помічений поганий запах, а слідом були виявлені дивні великі кістки. Було вирішено вкласти кошти в подальші дослідження і поділитися цією знахідкою з громадськістю. Розкопки тривали на площі 4,5 м². Вода відкачувалася насосами; за роботою спостерігали Г.Бемроуз (H.H. Bemrose) та Р.Ділі (R.M. Deeley), які пізніше написали звіт про розкопки. Кістки були передані до Музею Дербі, який відкрився 16 роками раніше, де експонуються і понині.

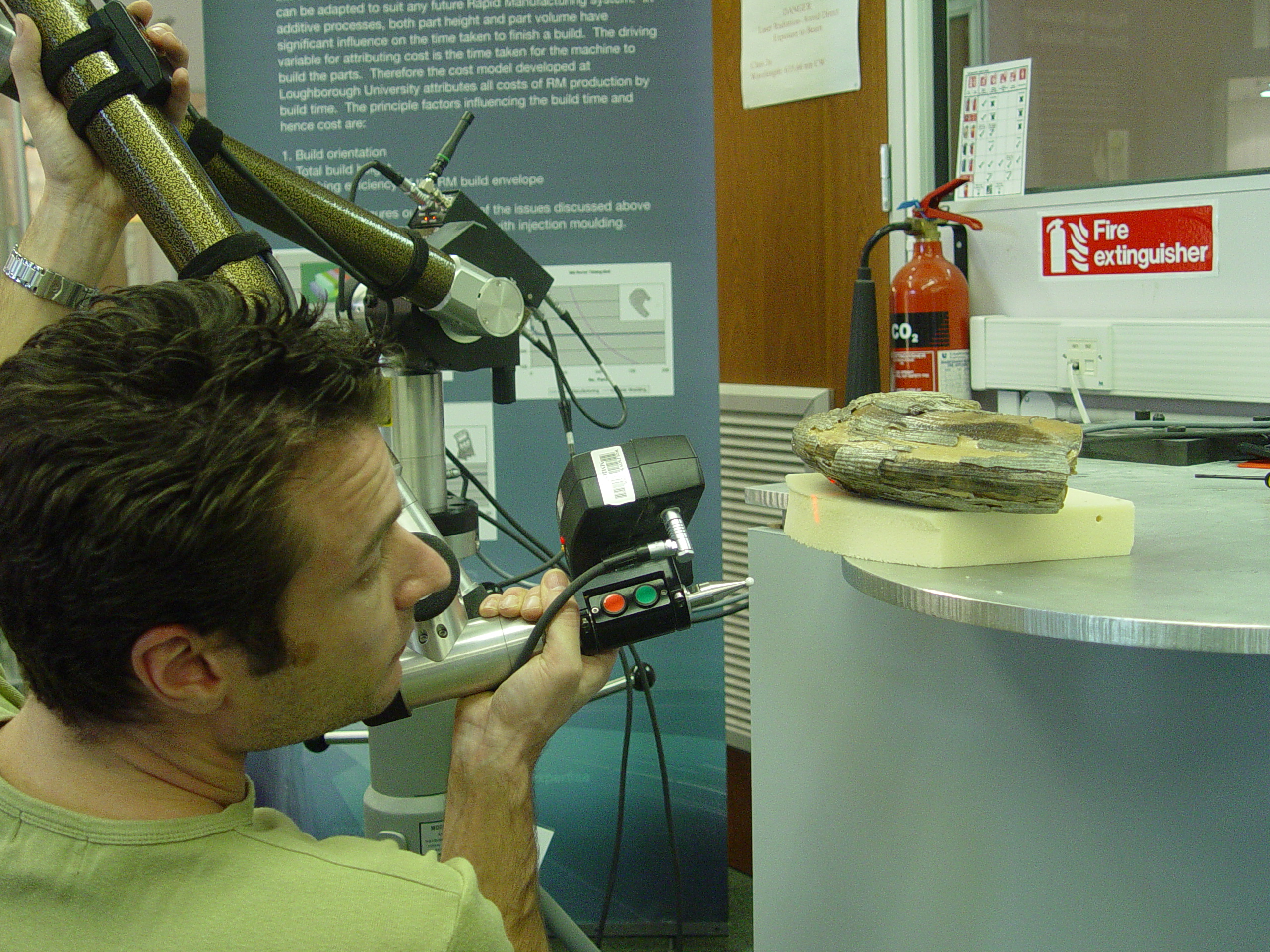
Лазерне сканування кісток Аллентонського гіпопотама

У липні 1973 року робітники знайшли в тих місцях і інші кістки, частина з яких теж виставлена в музеї та художньої галереї Дербі — ведмедя, оленя, бика, гіпопотама, носорога і слона. Знахідки містили по 1-2 кісток, найбільшої з них виявився великий зуб гіпопотама.
У 2006 році до фіксації в скульптурі історії регіону в Аллентоні міською радою був запрошений Майкл Дан Арчер (Michael Dan Archer). Він використовував лазерне сканування кісток у музеї Дербі для подальшого їх відтворення. Скульптура являє собою три секції розірваного кола достатнього розміру, щоб сидіти на них; на полірованій поверхні розміщені чавунні копії кісток бегемота.

## Торгівля та послуги
В Аллентоні розташований великий ринок просто неба, який є одним з найбільших торгових центрів Дербі. У цьому ринку була в 2007 році встановлена скульптура роботи Арчера з копіями кісток Аллентонського бегемота.
В Аллентоні діє ціла низка ресторанів і кафе, а також кілька пабів, включаючи «The Mitre» і «The Crown Inn» (у готелі «Crown Hotel»). Місцева пожежна станція знаходиться всього за кількасот метрів від ринку, що забезпечує малий час реагування. Старий канал Дербі перебудований у велосипедну доріжку, яка веде з Аллентона прямо до центру Дербі і є частиною національної веломережі. В Аллентоні міститься виробництво реактивних авіадвигунів компанії Rolls-Royce plc.

## Павуковий міст
Головна визначна пам'ятка Аллентона — Павуковий міст. Він так названий через те, що складається з восьми «ніг», що тягнуться в чотирьох напрямках. Для підйому на міст служать сходи і рампи для інвалідів. Міст був зведений в 1971 році і за час служби неодноразово перефарбовувався в різні кольори.

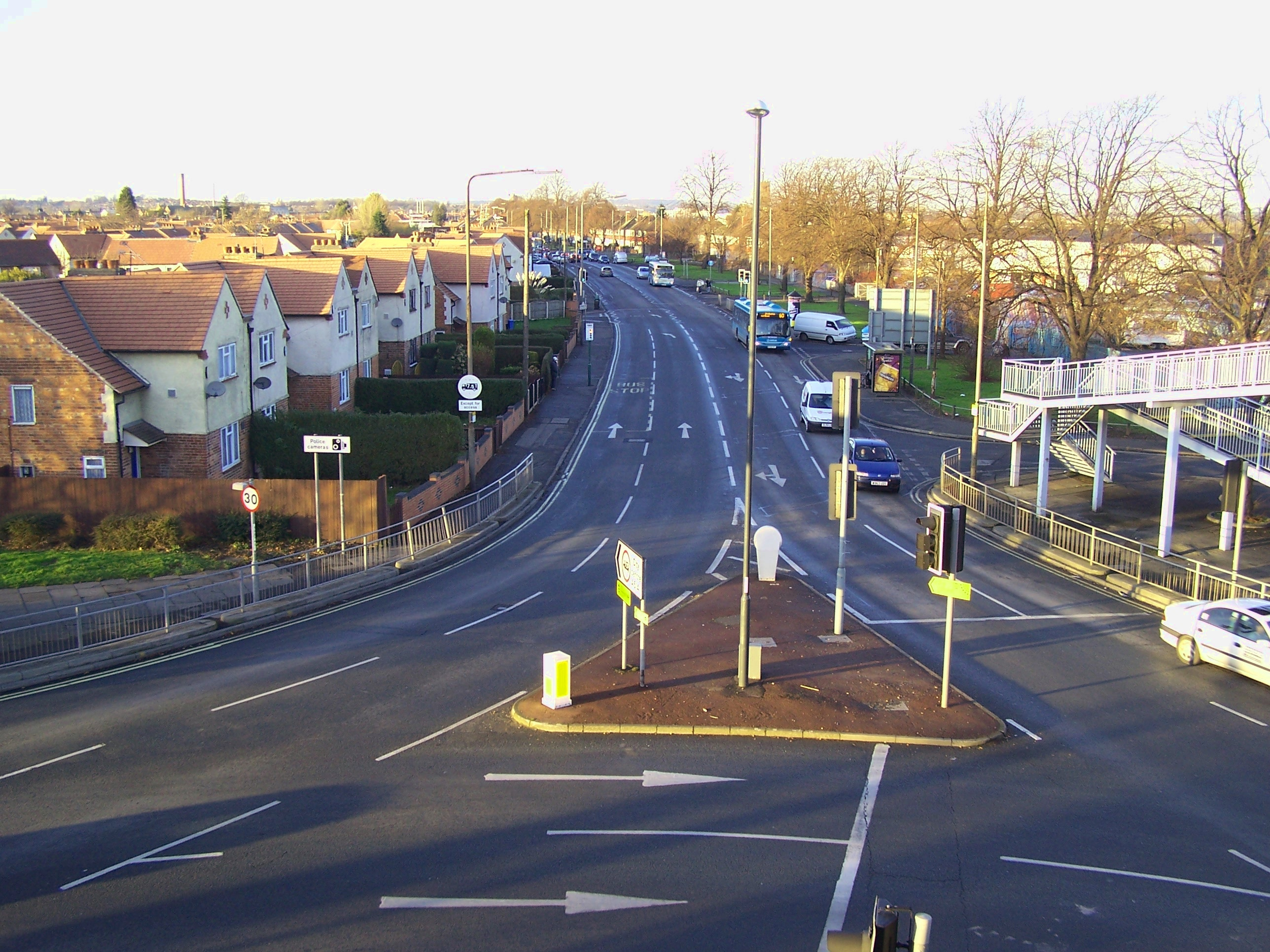
Павуковий міст, краєвид на північ
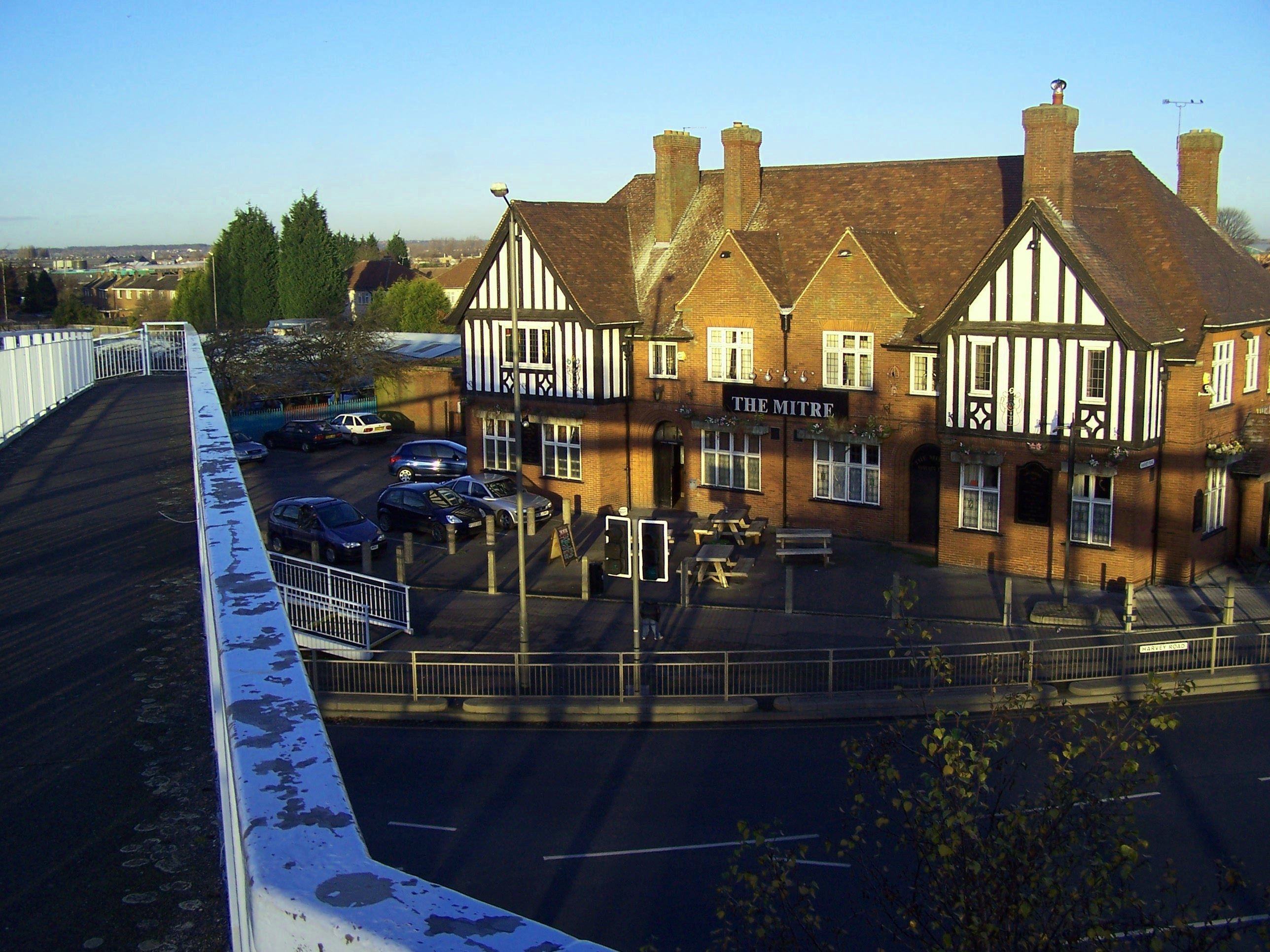
Павуковий міст, краєвид на північний схід
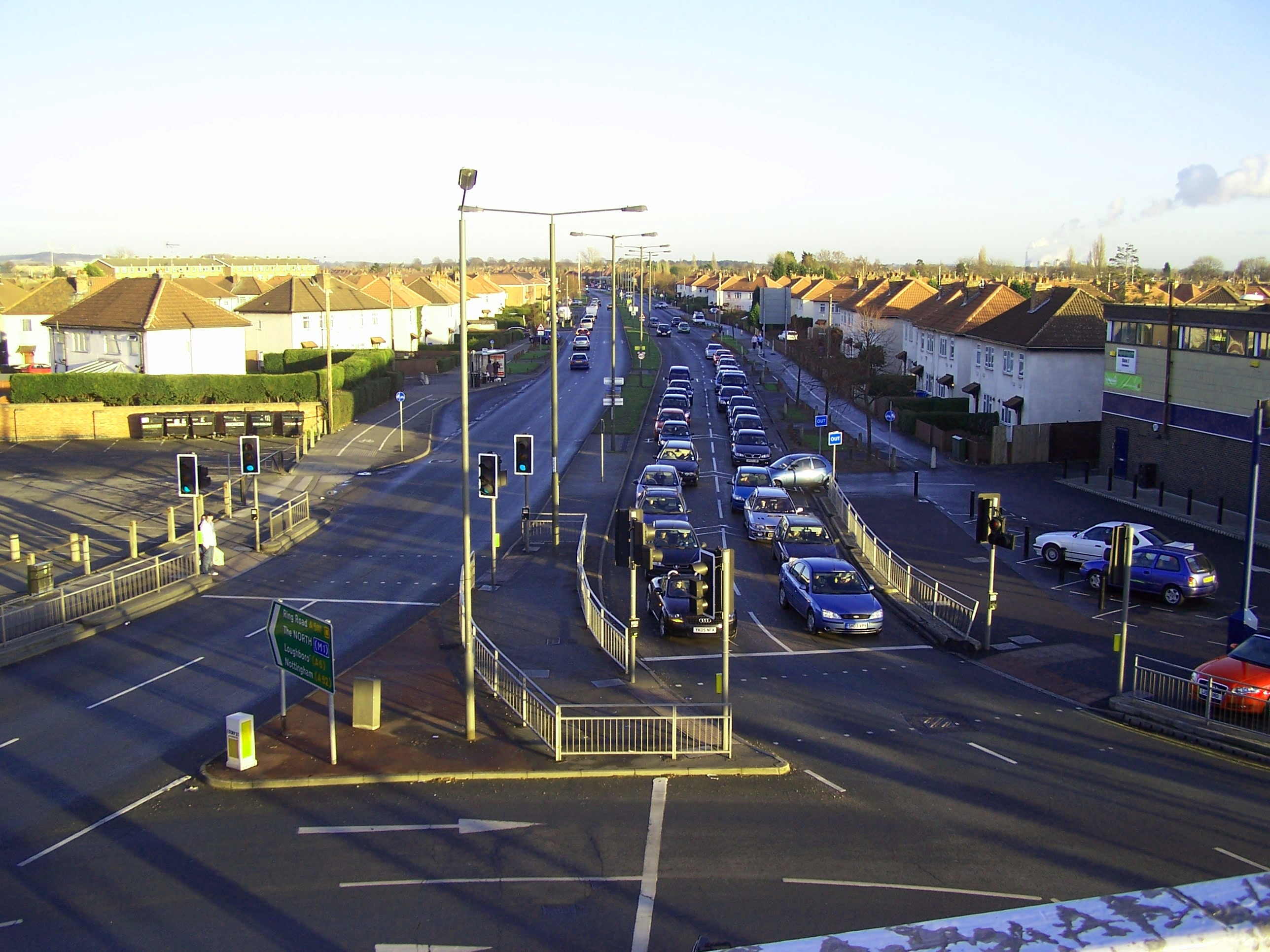
Павуковий міст, краєвид на схід
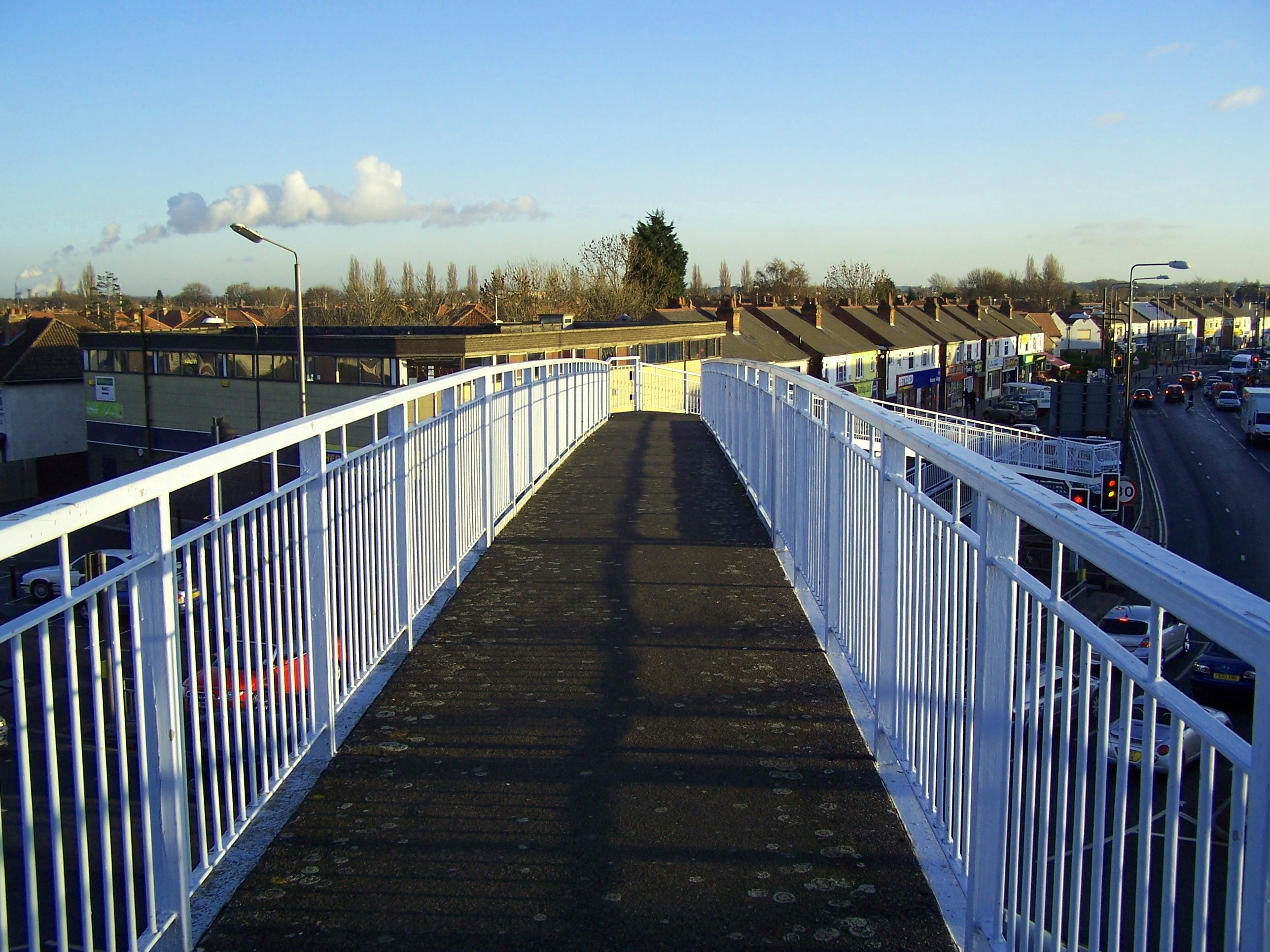
Павуковий міст, краєвид на південний схід
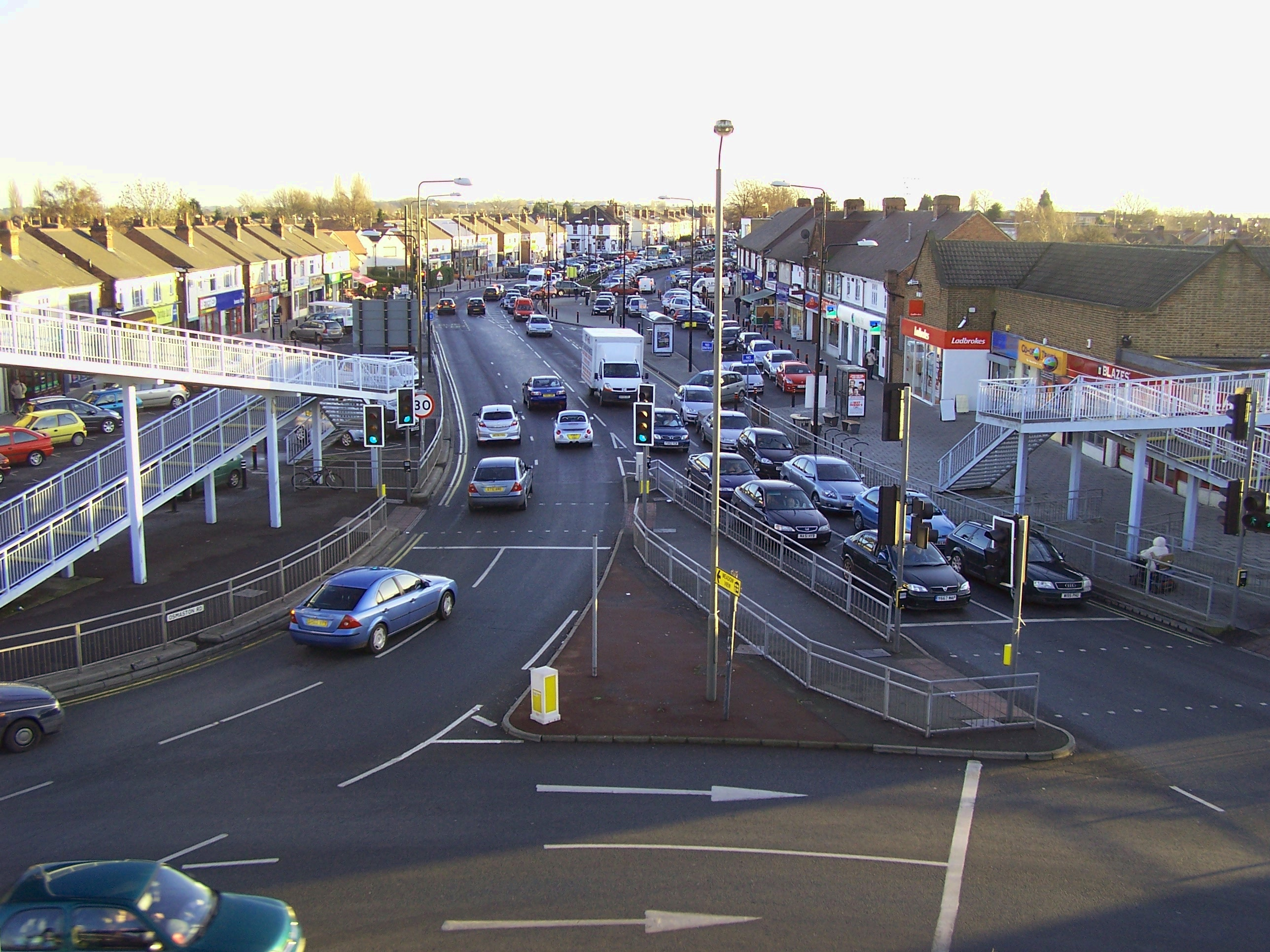
Павуковий міст, краєвид на південь
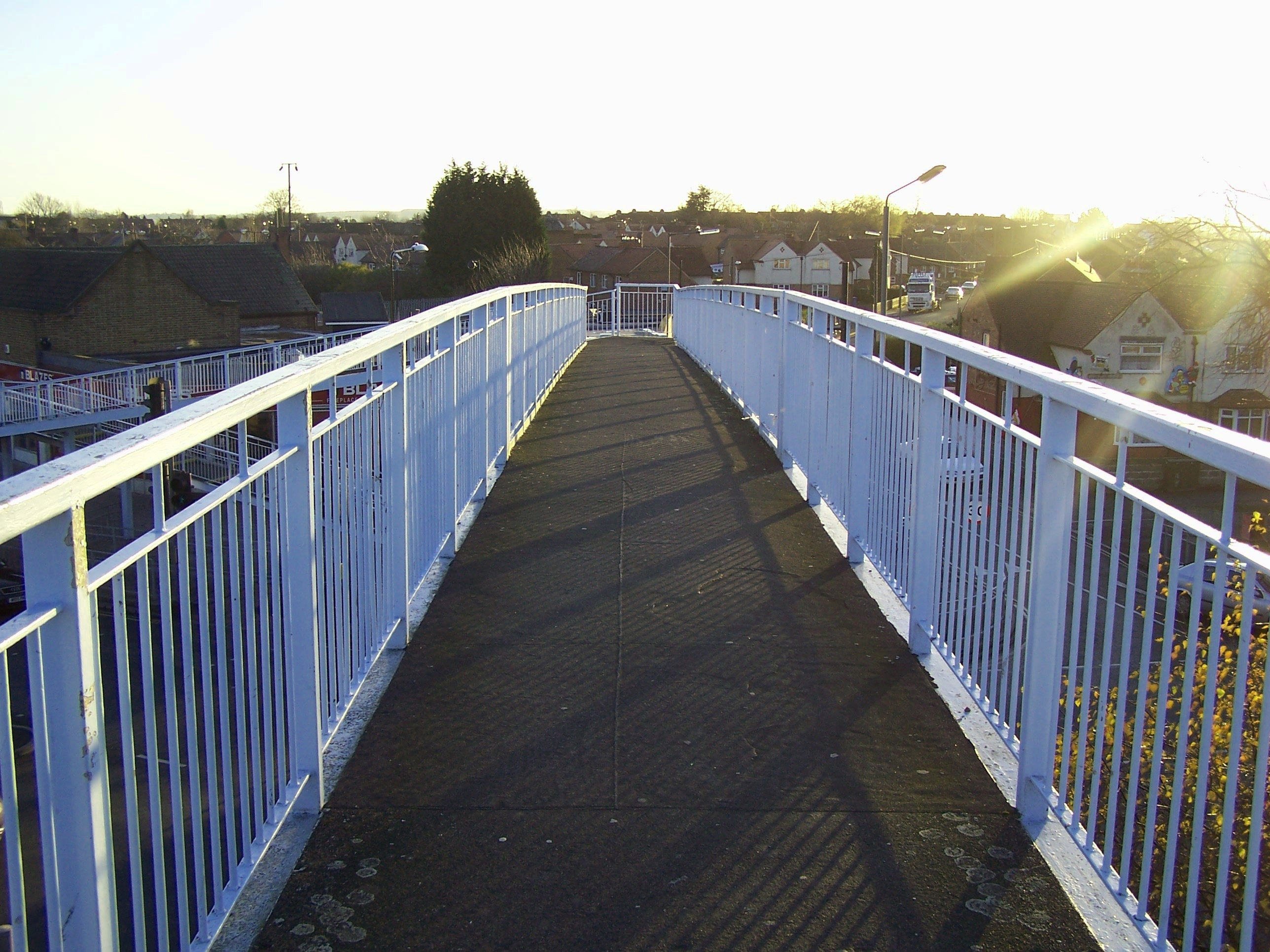
Павуковий міст, краєвид на південний захід
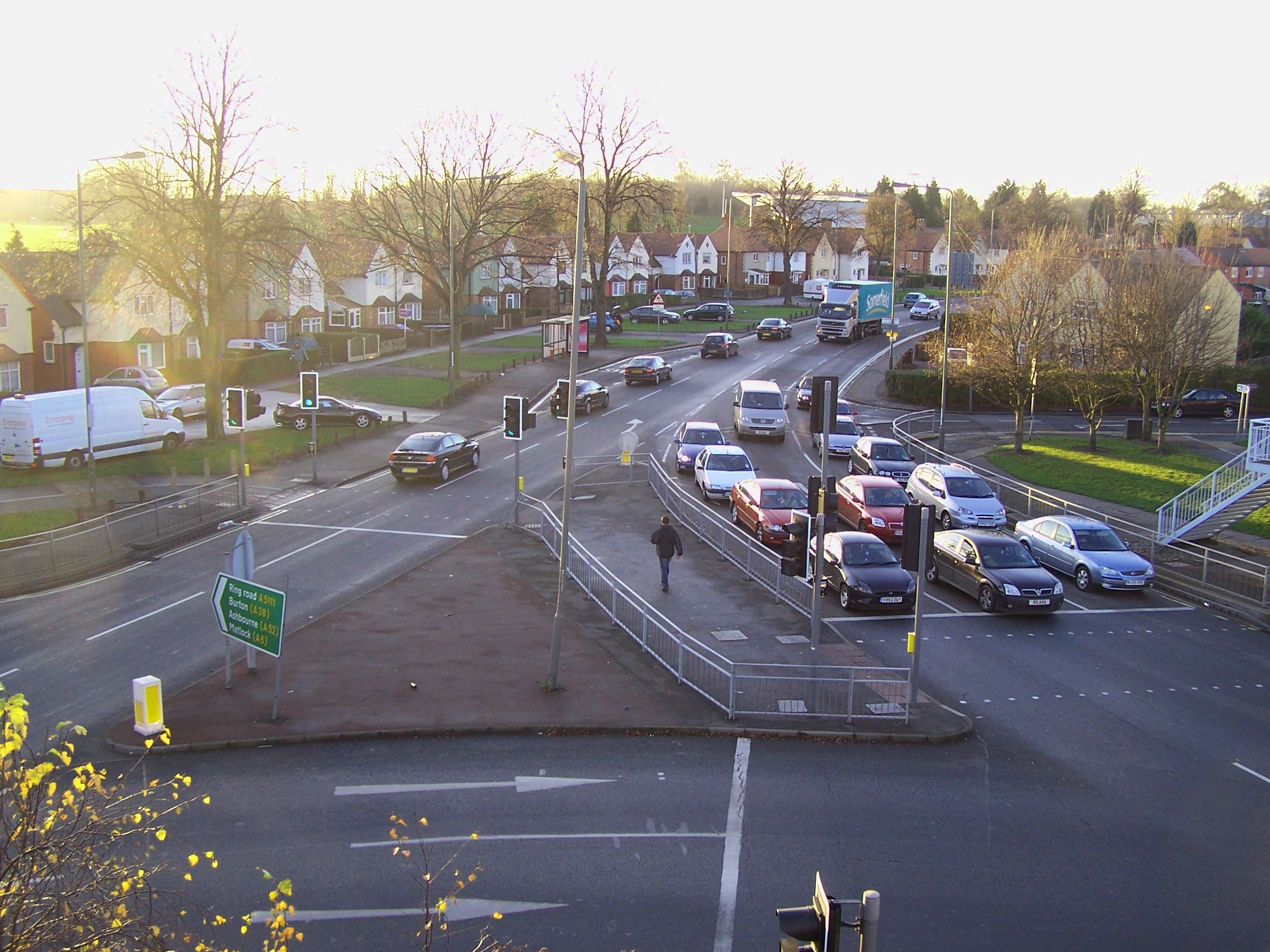
Павуковий міст, краєвид на захід
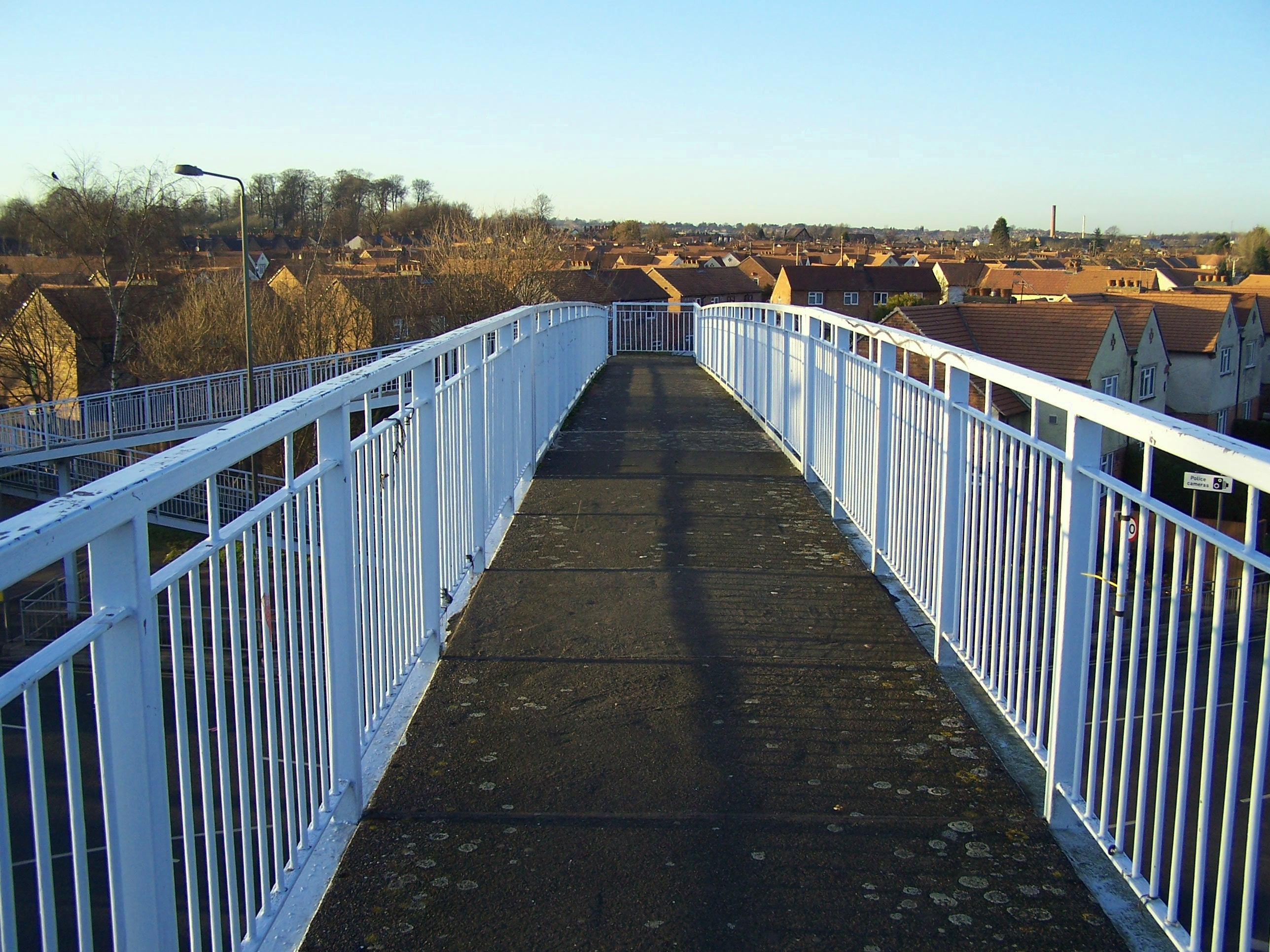
Павуковий міст, краєвид на північний захід